# Baoris fatuellus
Baoris fatuellus är en fjärilsart som beskrevs av Carl Heinrich Hopffer 1855. Baoris fatuellus ingår i släktet Baoris och familjen tjockhuvuden. Inga underarter finns listade i Catalogue of Life.